# Đội tuyển Davis Cup Ethiopia
Đội tuyển Davis Cup Ethiopia đại diện Ethiopia ở giải đấu quần vợt Davis Cup và được quản lý bởi Liên đoàn quần vợt Ethiopia.  Đội chưa thi đấu kể từ năm 2002.

## Lịch sử
Ethiopia lần đầu tiên tham gia Davis Cup vào năm 1995.  Thành tích tốt nhất của họ là thứ 4 ở Nhóm III năm 1996.